# Arcidiecéze Keewatin-Le Pas
Arcidiecéze Keewatin-Le Pas (latinsky Archidioecesis Kivotina-Passitana) je římskokatolická metropolitní arcidiecéze na území kanadských provincií Manitoba a Saskatchewan se sídlem v městě The Pas, kde se nachází katedrála P. Marie Božského Srdce. Tvoří součást kanadské církevní oblasti Západ. Současným arcibiskupem je Murray Chatlain.

## Církevní provincie
Jde o metropolitní arcidiecézi, jíž je podřízeno jediné sufragánní biskupství:
- Diecéze Churchill-Baie d’Hudson.

## Stručná historie
V roce 1910 byl z území arcidiecéze Saint-Boniface vyčleněn Apoštolský vikariát Keewatin, který byl v roce 1967 povýšen na metropolitní arcidiecézi se současným názvem. V roce 2016 přešla z kompetence Kongregace pro evangelizaci národů do jurisdikce Kongregace pro biskupy.